# Aerostato

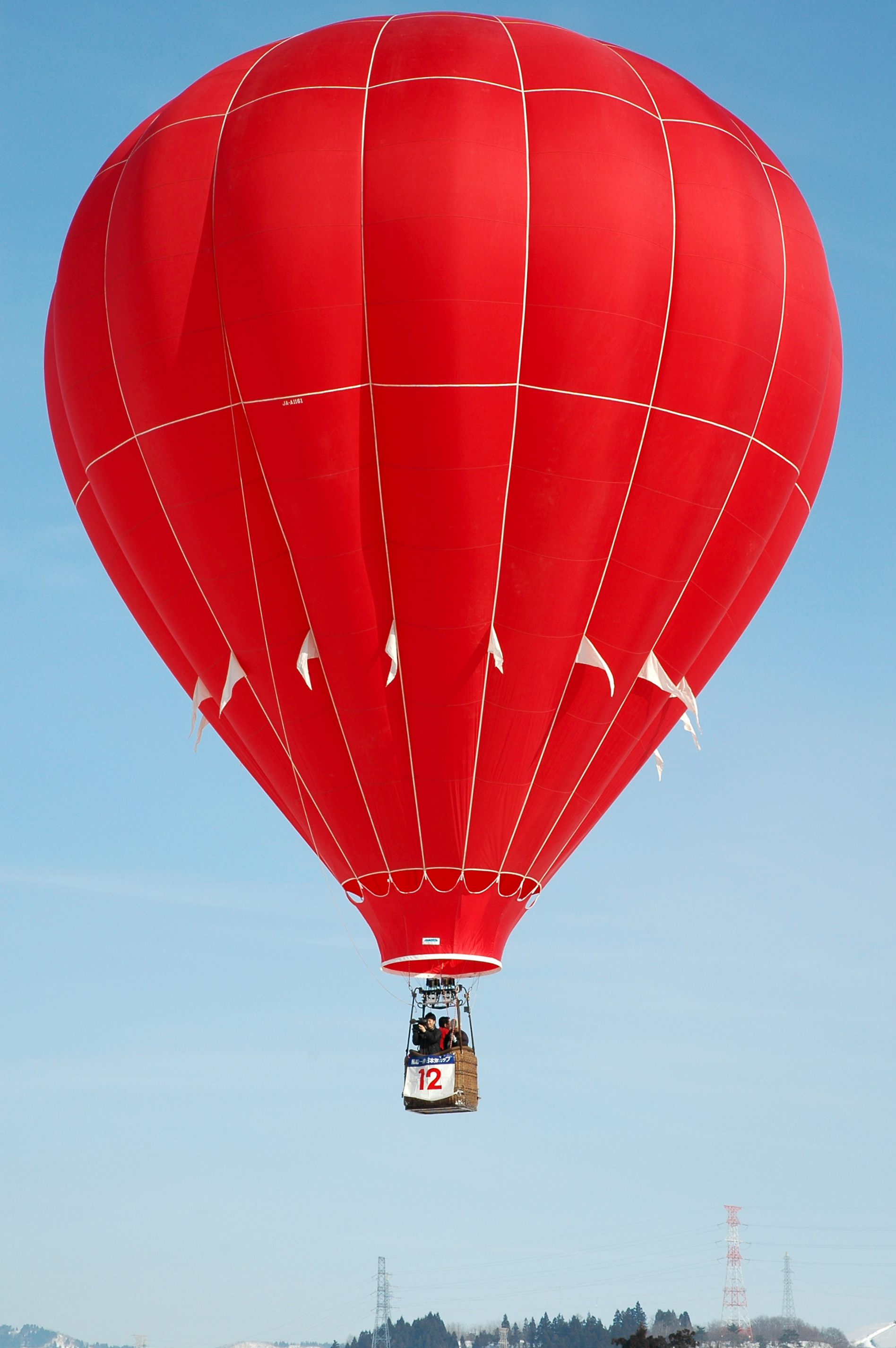
Una mongolfiera

L'aerostato è un particolare aeromobile che vola per sostentazione statica; esso, cioè, tende a salire nell'atmosfera in quanto risulta più leggero dell'aria che lo circonda (secondo il noto principio di Archimede).
A seconda della possibilità di venir manovrati, gli aerostati possono essere divisi in due grandi classi:
- i palloni aerostatici (liberi o frenati), che sono privi di strumenti di manovra e direzionamento. A questa classe appartengono anche le mongolfiere, in grado di trasportare esseri umani in una apposita 'gondola' posta sotto al pallone di sostentamento.
- i dirigibili, che essendo provvisti di motori e organi di stabilità possono essere più propriamente guidati (o diretti, come suggerisce il nome stesso).

## Perché vola un aerostato
Un pallone aerostatico è la più semplice di tutte le macchine volanti. Quando il tessuto che forma il pallone viene riempito di gas leggero o di aria calda, il pallone stesso risulta più leggero dell'atmosfera che lo circonda e pertanto la spinta di Archimede, diretta verso l'alto ed uguale al peso del volume d'aria spostato dal pallone, è maggiore del peso del pallone riempito di gas.
Al pallone è fissato un cesto, all'interno del quale trova posto il carico utile (nel caso delle mongolfiere, ad esempio, nel cesto trovano posto il pilota, gli eventuali passeggeri e il bruciatore utilizzato per riscaldare l'aria).

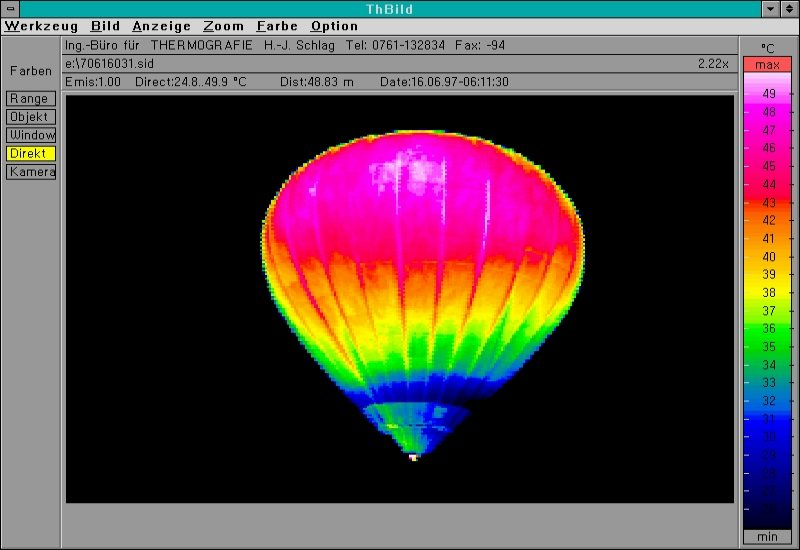
Termogramma di una mongolfiera nella fase di decollo

## Gas utilizzati
L'obiettivo di ottenere una massa di gas più leggera dell'atmosfera circostante può essere ottenuto con strategie differenti; può infatti venire utilizzata aria riscaldata, gas più leggeri dell'aria o entrambi.
Esistono quattro diversi tipi di aerostati a seconda della strategia utilizzata per sollevarli in quota:
- Ad aria calda: il pallone viene riempito con aria calda (riscaldata fino a una temperatura superiore alla temperatura ambiente); la maggior parte delle mongolfiere attuali è di questo tipo. L'aria calda però fornisce una spinta non superiore ai 300 grammi al metro cubo (al livello del mare).
- A gas: vengono riempiti con gas leggeri non riscaldati.
Tra i gas utilizzati troviamo:
  - idrogeno: viene ampiamente usato per il gonfiaggio dei palloni aerostatici a uso scientifico e talvolta a uso sportivo. Parte dei palloni a gas partecipanti alle competizioni internazionali FAI degli ultimi 50 anni (Campionati Mondiali, Coppa Gordon Bennet e World Air Games) sono stati infatti gonfiati con idrogeno. Fornisce una spinta di circa 1,1 kg al metro cubo (al livello del mare).
  - elio: il gas utilizzato dai dirigibili e da alcuni aerostati a uso sportivo, ha il vantaggio di essere un gas nobile e quindi inerte, ma fornisce una spinta di circa 1 kg al metro cubo (al livello del mare), inferiore quindi a quella dell'idrogeno e ad un costo più elevato.
  - ammoniaca: di raro utilizzo per le proprietà tossiche e la scarsa leggerezza (che si traduce in una spinta verso l'alto piuttosto modesta).
  - gas sintetici - utilizzati nei primi tentativi, ma abbandonati per la elevata infiammabilità.
- Mongolfiera di Rozier: utilizza sia gas leggeri che gas riscaldati allo scopo di ottenere le massime prestazioni: Sono mongolfiere di Rozier quelle che hanno effettuato le recenti circumnavigazioni del pianeta.
- Pneumatici: sono in grado di regolare la pressione del gas sollevante, anche durante il volo, al fine di ridurre o eliminare la perdita di gas dovuta al riscaldamento diurno.

### Considerazioni legate al tipo di gas utilizzato
La principale caratteristica delle mongolfiere ad aria calda è la possibilità di regolare la spinta ascensionale (maggiore riscaldamento: maggiore spinta; minore o nessun riscaldamento: discesa). La durata del volo è tuttavia limitata dalla quantità di carburante che la mongolfiera stessa può trasportare, e che viene consumato per il riscaldamento dell'aria.
D'altro canto l'impiego di gas leggeri conferisce all'aerostato una capacità di sollevamento e un'autonomia molto maggiori rispetto a quelli ad aria calda. Per tale ragione, la maggior parte degli aerostati per l'impiego scientifico utilizzano gas leggeri, potendo raggiungere quote anche molto elevate per lunghi periodi. Tali palloni sono riempiti di elio, più costoso ma anche più sicuro rispetto all'idrogeno (che può esplodere in una atmosfera ricca di ossigeno).
Nel tentativo di sommare i vantaggi, le mongolfiere di Rozier hanno un pallone dotato di due distinte camere: la prima contenente un gas leggero e chiusa; la seconda, simile a quella delle normali mongolfiere, viene alimentata con aria riscaldata. Tali mongolfiere vengono utilizzate per effettuare voli record (circumnavigazioni del pianeta, ad esempio).

### Pressione di riempimento
Quando si utilizzano gas leggeri, gli aerostati possono venir suddivisi in due ampie categorie a seconda della pressione utilizzata per il riempimento del pallone sostentatore:
- Pressione zero: il gas viene pompato nel pallone, che è elastico e in grado di dilatarsi, raggiungendo una pressione simile a quella dell'atmosfera che lo circonda. Quando sale in quota, un pallone a pressione zero si dilata (per il ridursi della pressione atmosferica con l'altezza) e la pressione interna rimane a valori simili rispetto a quella circostante.
Durante la notte, quando la temperatura cala, il gas si contrae e il pallone perde quota. L'unico mezzo che un pallone a pressione zero ha per regolare la propria quota è quello di espellere parte del gas (anche per impedire che il pallone stesso scoppi, quando la pressione esterna scende al di sotto di valori minimi) per scendere oppure di liberarsi di parte della zavorra per salire. Le quantità di gas e zavorra costituiscono quindi il limite temporale alla durata del volo di un aerostato a gas (normalmente qualche giorno).
- Iperbarico: un pallone iperbarico, invece, è un contenitore ben più rigido e inelastico rispetto al precedente. Il gas leggero pompato a una pressione maggiore rispetto a quella atmosferica e sigillato al suo interno. Questo consente che un pallone iperbarico mantenga molto a più a lungo la sua leggerezza e la durata del volo è limitata soltanto dalle eventuali perdite di gas (il che porta la durata del volo nell'ambito dei mesi e non più dei giorni). In pratica, la maggior parte degli aerostati iperbarici utilizzati per le missioni scientifiche sono dotati di un telecomando (azionabile da terra) che consente la espulsione del gas e decreta la fine della missione stessa.

## Impieghi degli aerostati
Mentre i palloni aerostatici vengono oggi utilizzati prevalentemente per attività scientifiche o pubblicitarie, le mongolfiere hanno oggi un impiego di tipo sportivo. Nel passato è stato fatto anche un uso militare degli aerostati

Dopo i gravi problemi occorsi con i primi dirigibili, tali mezzi non trovano oggi impieghi commercialmente o sportivamente sfruttabili.

### Attività scientifica
I palloni aerostatici sono impiegati attualmente soprattutto per missioni scientifiche di tipo astronomico e meteorologico. L'utilizzo in astronomia permette di eliminare almeno parzialmente l'influsso deleterio dell'atmosfera sulla qualità delle osservazioni. Per alcune bande spettrali inaccessibili da terra, ad esempio l'ultravioletto, l'uso di un pallone può essere sufficiente a tale scopo senza che sia necessaria una missione satellitare, significativamente più dispendiosa.
Gli aerostati giocarono anche un ruolo chiave nelle prime esperienze che misero in luce l'esistenza dei raggi cosmici e ne studiarono l'intensità in funzione dell'altitudine portando in quota strumenti quali elettroscopi, lastre fotografiche e contatori di vario genere.
Da non sottovalutare è anche l'utilizzo in campo archeologico. Infatti questi palloni possono essere utilizzati per la fotografia a bassa quota di siti e aree di interesse archeologico.

### Attività pubblicitaria
Un uso ampio, anche se spesso misconosciuto, dei Palloni aerostatici è quello pubblicitario: un grosso pallone opportunamente gonfiato e ancorato al suolo costituisce infatti una notevole superficie che può contenere un messaggio pubblicitario o un marchio visibile da un notevole numero di persone, garantendo peraltro un rapporto visibilità prezzo vantaggioso rispetto ad altre forme di pubblicità.

### Attività sportiva amatoriale
L'ascensione per mezzo di mongolfiere è uno sport ancora poco diffuso in Italia, che conta tra i suoi cittadini circa un centinaio di appassionati dotati dell'apposito brevetto.

### Impiego militare
Il primo impiego militare degli aerostati avvenne nella Battaglia di Fleurus nel 1794, quando le truppe rivoluzionarie francesi li usarono per osservare dall'alto i movimento del nemico.
Un impiego simile avvenne durante la Guerra di secessione americana 1861-1865: il caso più noto riguarda Thaddeus Lowe, che guidò le truppe trasportate da pallone (balloon corps) nei primi tre anni di guerra. Tali truppe conferirono un notevole vantaggio e inaugurarono la possibilità di colpire il nemico anche senza che questo fosse visibile da terra.
Tale impiego venne ripreso durante la prima guerra mondiale per individuare i movimento del nemico e per inviare all'artiglieria (con i neonati telefoni) le coordinate su cui fare fuoco.
D'altro canto, proprio durante tale guerra, i palloni divennero un obbiettivo primario dell'artiglieria nemica e, benché venissero attentamente protetti da postazioni antiaeree e da aerei da ricognizione "amici", il loro abbattimento era piuttosto frequente, proprio per la scarsa mobilità di tali mezzi.
In quel periodo, negli Stati Uniti venne istituito il "tesserino aeronautico", che distingueva i militari in grado di pilotare tali nuovi mezzi. I "palloni da osservazione", come venivano chiamati, restarono in uso anche dopo la Grande Guerra, venendo utilizzati anche nei conflitti Russo-Finnici (1939-40 e 1941-45).
Il Giappone utilizzò migliaia di bombe frenate da palloni sugli Stati Uniti e sul Canada; tra il 1942 e il 1944 anche l'esercito britannico li utilizzò per sganciare bombe incendiarie sulla Germania (Operazione Outward).

### Ipotetici impieghi futuri
Nel campo dell'esplorazione spaziale è stato ipotizzato l'utilizzo di dirigibili e palloni aerostatici per la futura colonizzazione di Venere. La densa atmosfera del pianeta dovrebbe permetterci di creare grandi basi galleggianti grazie solo alla stessa aria che respiriamo, non dovendo ricorrere a elementi leggeri come elio o il più pericoloso idrogeno. Il galleggiamento nell'atmosfera presenta inoltre il vantaggio di poter tenere la base planetaria ad una temperatura abitabile, circa 10° celsius, rispetto alle caldissime temperature superficiali che possono superare i 450° celsius.

## Storia

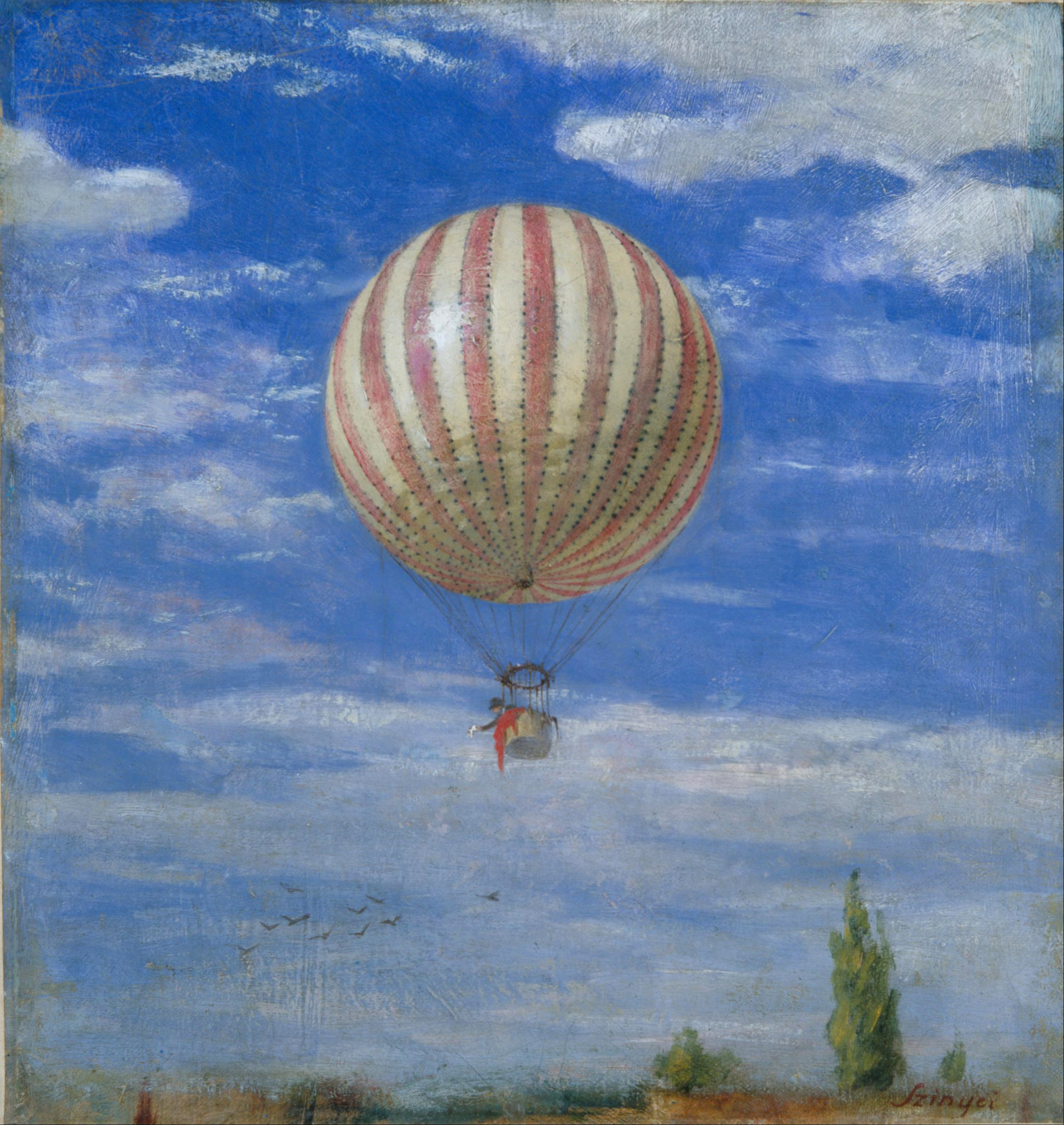
Aerostato, dipinto di Pál Szinyei Merse, 1878

I primi palloni ad aria calda furono "inventati" in Cina tra il II secolo a.C. e il III secolo d.C. come gioco per i bambini.
Anche se non vi sono certezze, è stato ipotizzato che alcune civiltà antiche fossero riuscite a sviluppare aerostati in grado di trasportare persone. Ad esempio, parlando delle linee di Nazca (visibili solo dall'alto), è facile supporre che gli uomini che le produssero fossero in grado di volare; e i palloni erano, allora, l'unica possibilità tecnologica per realizzare ciò.

Julian Nott disegnò e costruì un pallone utilizzando materiali abbastanza semplici (tessuto di cotone per il pallone e canne di bambù per la gondola) e disponibili a chi tracciò le linee di Nazca. Riscaldando l'aria con del fuoco di legna, Nott volò sopra i piani di Nazca. Nott concluse che, pur non essendovi alcuna evidenza che un simile volo fosse stato realizzato dagli antichi, era tuttavia evidente che la tecnologia per farlo fosse già a loro disponibile.
Il 5 agosto 1709 (secondo alcune fonti l'8 agosto 1709) a Lisbona, Bartolomeu de Gusmão riuscì a far salire un pallone riempito da aria riscaldata, all'interno di una sala.
Gli esperimenti successivi non ebbero grandi successi: costruì un prototipo, chiamato Passarola (Port. Grande uccello) e tentò una ascensione partendo dal castello di São Jorge, a Lisbona; più che una ascensione fu una lenta discesa ed egli toccò terra, senza gravi danni, a circa un chilometro di distanza.
In seguito agli studi di Henry Cavendish sull'idrogeno, nel 1766, Joseph Black suggerì che un pallone riempito di idrogeno si sarebbe sollevato nell'aria.
Il primo volo umano certo, effettuato con un pallone ad aria calda, si deve ai Fratelli Montgolfier nel 1783 (da cui il nome mongolfiera).

Meno di un mese dopo, il Professor Jacques Charles fece il suo primo volo utilizzando un pallone a gas, e tale tipo di pallone (dotato di migliori capacità ascensionali e maggiore autonomia) divenne piuttosto comune dal 1790 fino agli anni 1960.
Il terzo tipo di aerostato fu inventato da Jean-François Pilâtre de Rozier (da cui Mongolfiera di Rozier) ed era un ibrido, venendo sollevato sia dall'aria calda che da un gas leggero. Rozier ottenne questo aggiungendo a un pallone a idrogeno una camera separata che poteva venir alimentata con aria calda. Nel 1785, Rozier decollò con l'obiettivo di attraversare la Manica, ma l'apparecchio esplose dopo circa mezz'ora di volo. Questo incidente fece dire, di Rozier: "Il primo uomo a volare e il primo a morire". Il 15 aprile dello stesso anno a Parigi l'aerostato Zenith raggiunge gli 8600 metri di altezza: al rientro, due dei tre occupanti, Joseph Eustache Crocé-Spinelli e il compagno Théodore Sivel, muoiono per emorragia polmonare mentre il terzo membro dell'equipaggio, Gaston Tissandier, riesce a sopravvivere alla tragedia. Soltanto nella seconda metà degli anni 1780, la Mongolfiera di Rozier divenne sufficientemente sicura da essere praticamente utilizzabile.
Il primo volo "pilotato" venne effettuato da Jean-Pierre Blanchard, nell'America del Nord il 19 gennaio 1793. Anche se il pallone utilizzato non aveva sistemi di propulsione, un certo controllo direzionale poteva essere ottenuto facendo variare la quota di volo, in modo da inserirsi in correnti orizzontali favorevoli (spesso il vento ha direzioni differenti a quote diverse).
Nel giornale "Bologna" del 23 marzo 1784 si legge "Per assecondare il desiderio del loro Professore il Prof. Malisardi, i Padri Giuseppe Brusa e Luigi Poletti, dei Servi di Maria, dopo aver costruito un pallone riuscito perfettamente, fecero partire nell'atmosfera presso il palazzo dei signori marchesi Angelelli, in soli due minuti, un pallone sferico, il quale si elevò immediatamente a una grandissima altezza, prese un cammino orizzontale e andò a posarsi placidamente dietro la città, senza aver sofferto alcun danno, a tre miglia e mezzo dal sopra nominato palazzo, dove si trovavano tra gli spettatori, tutti pieni di gioia, Mons. Vice Legato e molti nobili e letterati, i quali coprirono di elogi ben meritati i saggi artefici e direttori di questa macchina aerostatica"
Il primo pallone dotato di propulsione propria e con strumenti di controllo della direzione (il primo dirigibile) venne realizzato da Henri Giffard nel 1852. Ma risultò troppo lento per poter venire utilizzato in pratica. Si dovrà però attendere la fine del XIX secolo, e l'arrivo dei motori a combustione interna perché i dirigibili (così come gli altri mezzi più pesanti dell'aria) possano avere prestazioni interessanti e inizino a essere diffusamente utilizzati.
Tra i pionieri del volo aerostatico, vanno citati, per l'Italia, Francesco Zambeccari e Pasquale Andreoli, che compirono numerose ascensioni nei primi anni del XIX secolo, con partenze da Bologna, Milano e Forlì.
Jean-Felix Piccard, assieme alla moglie Jeannette, è stato il primo a realizzare un aerostato in materiale plastico (nel 1934, egli stesso riuscì nell'impresa di raggiungere la quota di 17500 metri di altitudine).
Fu Ed Yost a 'reinventare' la mongolfiera moderna, sul finire degli anni 1950, ridisegnandola e utilizzando materiali 'nuovi' (tessuti speciali di nylon e motori a propano ad alte prestazioni) per spiccare, nel 1960, il suo primo volo. Con quel volo, Yost segnò la nascita di questa nuova attività sportiva.